# Paul Kipsiele Koech
Paul Kipsiele Koech (* 10. listopadu 1981) je keňský atlet, běžec, který se věnuje středním tratím. Jeho hlavní disciplínou je běh na 3000 metrů překážek, tzv. steeplechase.
V roce 2004 vybojoval bronzovou medaili ve steeplu na letních olympijských hrách v Athénách. Na stupních vítězů ho doplnili jeho krajané, Brimin Kipruto (stříbro) a Ezekiel Kemboi (zlato). Na halovém MS 2008 ve Valencii získal stříbrnou medaili v běhu na 3000 metrů (7:49,05), když prohrál jen s Tariku Bekelem z Etiopie.
Na Mistrovství světa v atletice 2009 v Berlíně se kvalifikoval do finále čtvrtým nejrychlejším časem v rozběhu. Ve finále svedl souboj o bronzovou medaili s Bouabdellahem Tahrim z Francie, se kterým nakonec v cíli prohrál o osm setin a skončil čtvrtý.
V roce 2010 se stal vítězem Diamantové ligy, když získal celkově 17 bodů a o dva body porazil svého krajana Kemboie.

## Osobní rekordy
3. února 2010 zaběhl na halovém mítinku v německém Düsseldorfu závod na 5000 metrů v čase 13:02,95 a zařadil se na čtvrté místo v dlouhodobých tabulkách. Rychleji zaběhl tuto trať v hale jen další Keňan Daniel Komen a Etiopané Haile Gebrselassie a Kenenisa Bekele.
- 3000 m (hala) – 7:32,78 – 10. února 2010, Stockholm
- 5000 m (hala) – 13:02,95 – 3. února 2010, Düsseldorf
- 3000 m př. (dráha) – 7:56,37 – 8. července 2005, Řím